# Giovanni Battista Locatelli
Giovanni Battista Locatelli (Milano o Venezia, 7 gennaio 1713 – San Pietroburgo, 1790 - 1798) è stato un impresario teatrale e librettista italiano, attivo principalmente nell'Europa centrale e nell'impero russo.
Iniziò la sua attività da librettista come membro della compagnia operistica di Pietro Mingotti: i suoi primi testi prodotti furono l'intermezzo Il matrimonio sconcertato, per forza del Bacco, messo in musica da Filippo Finazzi nel carnevale del 1744 a Praga, e l'opera Diana nelle selve, dato sempre nella capitale Ceca il 23 novembre dell'anno successivo. Dal 1748 al 1757 fu impresario del teatro della stessa città; in questo periodo fondò una sua compagnia teatrale, che comprendeva cantanti di un certo rilievo, tra i quali Rosa Costa, Catarina Fumagalli e Giovanna della Stella, sua moglie. Locatelli per diversi stagioni a Praga collaborò con Christoph Willibald Gluck, il quale era maestro di cappella del teatro, nella messa in scena di diversi suoi lavori: Ezio nel 1750, una ripresta dell'Ipermestra e Issipile nel 1752.
A causa del continuo ingaggio di cantanti d'elevata bravura, e quindi di elevato costo, e delle onerose produzioni allestite, la compagnia iniziò ad avere grosse difficoltà finanziarie. Per tenersi lontano dagli occhi dai creditori, Locatelli decise di intraprendere un viaggio nella Russia imperiale. Partì dopo lo scoppio della guerra dei sette anni, nel 1757, e giunto a San Pietroburgo fu posto alla direzione dell'opera della zarina. Ivi la prima rappresentazione allestita sotto la supervisione fu il pasticcio Il retiro degli dei (del quale era lui stesso il librettista), dato il 3 dicembre 1757. Alla corte imperiale russa collaborò con numerosi cantanti italiani e i compositori Francesco Zoppis e Giovanni Marco Rutini e introdusse in Russia le opere giocose di Baldassarre Galuppi (tra le quali La calamità de' cuori, rappresentata nel 1759) e di Domenico Fischietti; queste riprese inizialmente ebbero successo, ma già dal 1761 iniziarono a suscitare uno scarso interesse da parte del pubblico locale. Negli anni successivi scrisse i testi per diverse serenate, Il consiglio delle muse nel 1763, e cantate, La sorpresa delli dei nel 1777, musica da Giovanni Paisiello. Nel 1783 si ritirò a vita privata.